# Mönchhagen
Mönchhagen är en kommun och ort i Landkreis Rostock i förbundslandet Mecklenburg-Vorpommern i Tyskland.
Kommunen ingår i kommunalförbundet Amt Rostocker Heide tillsammans med kommunerna Bentwisch, Blankenhagen, Gelbensande och Rövershagen.